# Расно (озеро, Витебская область)
Ра́сно (Росно; бел. Ра́сна) — озеро на границе Полоцкого и Ушачского районов Витебской области Белоруссии. Относится к бассейну реки Ушача.

## Физико-географическая характеристика
Озеро Расно располагается в 12 км к северу от городского посёлка Ушачи. К западу от озера находится деревня Шенделы. Высота водного зеркала над уровнем моря — 133,8 м.
Площадь поверхности водоёма составляет 0,4 км², длина — 0,88 км, наибольшая ширина — 0,66 км. Длина береговой линии — 2,41 км. Наибольшая глубина — 2,1 м, средняя — 1,5 м. Объём воды в озере — 0,59 млн м³. Площадь водосбора — 5,7 км².
Котловина остаточного типа, округлой формы. Склоны пологие, суглинистые и супесчаные, покрытые кустарником, на востоке распаханные. Высота склонов составляет 3—5 м, на востоке и юго-востоке увеличиваясь до 6—9 м. Береговая линия относительно ровная. Берега преимущественно низкие, песчаные, заболоченные, поросшие кустарником и редколесьем. На севере и западе формируются сплавины.
Озеро окружено заболоченной поймой, наиболее широкой на юге и юго-востоке. Ширина поймы варьируется от 10 до 250 м. Мелководье вдоль восточного берега песчаное. Дно плоское, покрытое слоем тонкодетритового (на востоке — кремнезёмистого) сапропеля мощностью до 6 м.

## Гидробиология
Минерализация воды составляет 250 мг/л, прозрачность — 1 м, цветность — 130°. Озеро подвержено эвтрофикации. На востоке впадает ручей из озера Островно. На юге вытекает ручей в озеро Соло́нец.
Озеро полностью зарастает тростником, камышом, аиром, кувшинками, рдестами, элодеей.
В воде обитают карась, линь, плотва, окунь, щука, лещ и другие виды рыб. По берегам обитают бобры.